# Kilyana ingrami
Kilyana ingrami là một loài nhện trong họ Zoropsidae.
Loài này thuộc chi Kilyana. Kilyana ingrami được Raven & Stumkat miêu tả năm 2005.